# Pultenaea echinula
Pultenaea echinula är en ärtväxtart som beskrevs av Dc. Pultenaea echinula ingår i släktet Pultenaea och familjen ärtväxter. IUCN kategoriserar arten globalt som nära hotad. Inga underarter finns listade i Catalogue of Life.